# John Grey, 2. Baron Grey of Codnor
John Grey, 2. Baron Grey of Codnor (auch 5. Baron Grey of Codnor) († 14. September 1430) war ein englischer Adliger, der von 1427 bis 1428 Stellvertreter des Königs in Irland war.
John Grey war der älteste Sohn von Richard Grey, 1. Baron Grey of Codnor und von dessen Frau Elizabeth Basset. Nach dem Tod seines Vaters 1418 erbte er dessen Güter einschließlich Codnor Castle. Während sein Vater ein enger Vertrauter der Könige Heinrich IV. und Heinrich V. gewesen war, diente Grey Heinrich V. nur zögerlich. 1419 kam er nur verspätet zu dem unweit von Codnor gelegenen Wingfield, wohin er beordert worden war. Anschließend wurde er zum Militärdienst in die Normandie berufen, doch erst 1421 setzte er nach Frankreich über, wo er Heinrich V. seinen Lehnseid leistete. In den nächsten Jahren diente Grey in Frankreich, bis er im März 1427 für die Dauer von drei Jahren zum King’s Lieutenant von Irland ernannt wurde. Dort war die englische Oberherrschaft zunehmend gefährdet, weshalb Grey 600 Soldaten mitgegeben wurden, dazu wurde ihm jährlich die beträchtliche Summe von 4000 Mark zur Verfügung gestellt. In der verworrenen politischen Lage in Irland scheiterte er jedoch rasch. Im März 1428 erschienen John Swayne, der Erzbischof von Armagh, und ein weiterer irischer Bischof vor dem Kronrat in England, und bereits am 23. März 1428 wurde Grey als King’s Lieutenant vorzeitig durch Sir John Sutton abgelöst.
Grey heiratete Elizabeth FitzGerald, eine Tochter des irischen Adligen Gerald FitzGerald, 5. Earl of Kildare und von dessen Frau Agnes Darcy. Das einzige Kind aus der Ehe, John, starb 1430 kurz vor seinem Vater. Daraufhin erbte Greys Bruder Henry seine Besitzungen, auf denen er mit der Ausbeutung einer Kohlenmine begonnen hatte.